# 17092 Sharanya
17092 Sharanya este un asteroid din centura principală de asteroizi.

## Descriere
17092 Sharanya este un asteroid din centura principală de asteroizi. A fost descoperit pe 10 mai 1999 la Socorro, New Mexico, în cadrul proiectului LINEAR. Asteroidul prezintă o orbită caracterizată de o semiaxă mare de 2,38 ua, o excentricitate de 0,07 și o înclinație de 7,0° în raport cu ecliptica.